# Saltos ornamentais na Universíada de Verão de 2009
Os saltos ornamentais na Universíada de Verão de 2009 foi disputado no Instituto de Esportes da República Sérvia (que também foi o local de treinamento) em Belgrado, Sérvia entre 4 e 10 de julho de 2009.

## Calendário
| Saltos ornamentais | Jun | Julho | Julho | Julho | Julho | Julho | Julho | Julho | Julho | Julho | Julho | Julho | Julho |
| Saltos ornamentais | 30  | 1     | 2     | 3     | 4     | 5     | 6     | 7     | 8     | 9     | 10    | 11    | 12    |
| ------------------ | --- | ----- | ----- | ----- | ----- | ----- | ----- | ----- | ----- | ----- | ----- | ----- | ----- |
| Masculino          |     |       |       |       | 1     | 1     |       | 1     |       | 1     | 2     |       |       |
| Feminino           |     |       |       |       | 1     |       | 1     | 1     | 1     |       | 2     |       |       |

|  | Dia de competição |  | Dia de final |

## Medalhistas

### Masculino
| Evento            | Ouro                              | Ouro            | Prata                                     | Prata           | Bronze                                          | Bronze          |
| Trampolim de 1m   | Trampolim de 1m                   | Trampolim de 1m | Trampolim de 1m                           | Trampolim de 1m | Trampolim de 1m                                 | Trampolim de 1m |
| ----------------- | --------------------------------- | --------------- | ----------------------------------------- | --------------- | ----------------------------------------------- | --------------- |
| Individual        | RUS Evgeniy Novoselov             | 408,60          | CHN Wu Minghong                           | 383,45          | UKR Yuriy Shlyakhov                             | 376,30          |
| Trampolim de 3m   |                                   |                 |                                           |                 |                                                 |                 |
| Individual        | CHN Pan Zhaowei                   | 467,15          | MEX Yahel Castillo                        | 449,95          | UKR Jllya Kvasha                                | 437,75          |
| Sincronizado      | CHN China Wu Minghong Zhang Sen   | 404,07          | UKR Ucrânia Oleksiy Prygorov Jllya Kvasha | 396,09          | USA Estados Unidos Daniel Mazzaferro Kelly Marx | 379,47          |
| Plataforma de 10m |                                   |                 |                                           |                 |                                                 |                 |
| Individual        | UKR Konstyantyn Milyayev          | 493,75          | MEX Rommel Pacheco                        | 486,35          | CHN Wang Zihao                                  | 450,35          |
| Sincronizado      | CHN China Wang Zihao Li Mengqiang | 406,26          | RUS Rússia Anton Melnikov Sergey Nazin    | 394,62          | USA Estados Unidos Sean Moore David Colturi     | 383,64          |
| Equipe            |                                   |                 |                                           |                 |                                                 |                 |
| Equipe            | CHN China                         | —               | RUS Rússia                                | —               | USA Estados Unidos                              | —               |

### Feminino
| Evento            | Ouro                                         | Ouro            | Prata                                        | Prata           | Bronze                                               | Bronze          |
| Trampolim de 1m   | Trampolim de 1m                              | Trampolim de 1m | Trampolim de 1m                              | Trampolim de 1m | Trampolim de 1m                                      | Trampolim de 1m |
| ----------------- | -------------------------------------------- | --------------- | -------------------------------------------- | --------------- | ---------------------------------------------------- | --------------- |
| Individual        | CHN Dong Jun                                 | 282,40          | CHN Yao Xinyi                                | 280,25          | USA Ashley Karnes                                    | 277,85          |
| Trampolim de 3m   |                                              |                 |                                              |                 |                                                      |                 |
| Individual        | CHN Dong Jun                                 | 333,65          | MEX Laura Sánchez Soto                       | 312,10          | MEX Paola Espinosa                                   | 292,10          |
| Sincronizado      | MEX México Paola Espinosa Laura Sánchez Soto | 303,00          | CHN China Lao Lishi Chen Ni                  | 276,48          | USA Estados Unidos Abigail Johnston Brittney Feldman | 237,00          |
| Plataforma de 10m |                                              |                 |                                              |                 |                                                      |                 |
| Individual        | MEX Paola Espinosa                           | 354,45          | CHN Chen Ni                                  | 339,25          | UKR Julia Prokopchuk                                 | 338,05          |
| Sincronizado      | CHN China Lao Lishi Chen Ni                  | 322,08          | MEX México Paola Espinosa Laura Sánchez Soto | 303,63          | PRK Coreia do Norte Choe Kum Hui Kim Un Hyang        | 283,20          |
| Equipe            |                                              |                 |                                              |                 |                                                      |                 |
| Equipe            | MEX México                                   | —               | CHN China                                    | —               | USA Estados Unidos                                   | —               |

## Quadro de medalhas
| Ordem | País                | Medalha de ouro | Medalha de prata | Medalha de bronze |    |
| ----- | ------------------- | --------------- | ---------------- | ----------------- | -- |
| 1     | CHN China           | 7               | 5                | 1                 | 11 |
| 2     | MEX México          | 3               | 4                | 1                 | 8  |
| 3     | RUS Rússia          | 1               | 2                |                   | 3  |
| 4     | UKR Ucrânia         | 1               | 1                | 3                 | 5  |
| 5     | USA Estados Unidos  |                 |                  | 6                 | 6  |
| 6     | PRK Coreia do Norte |                 |                  | 1                 | 1  |
| TOTAL | TOTAL               | 12              | 12               | 12                | 36 |